# Büromaschine

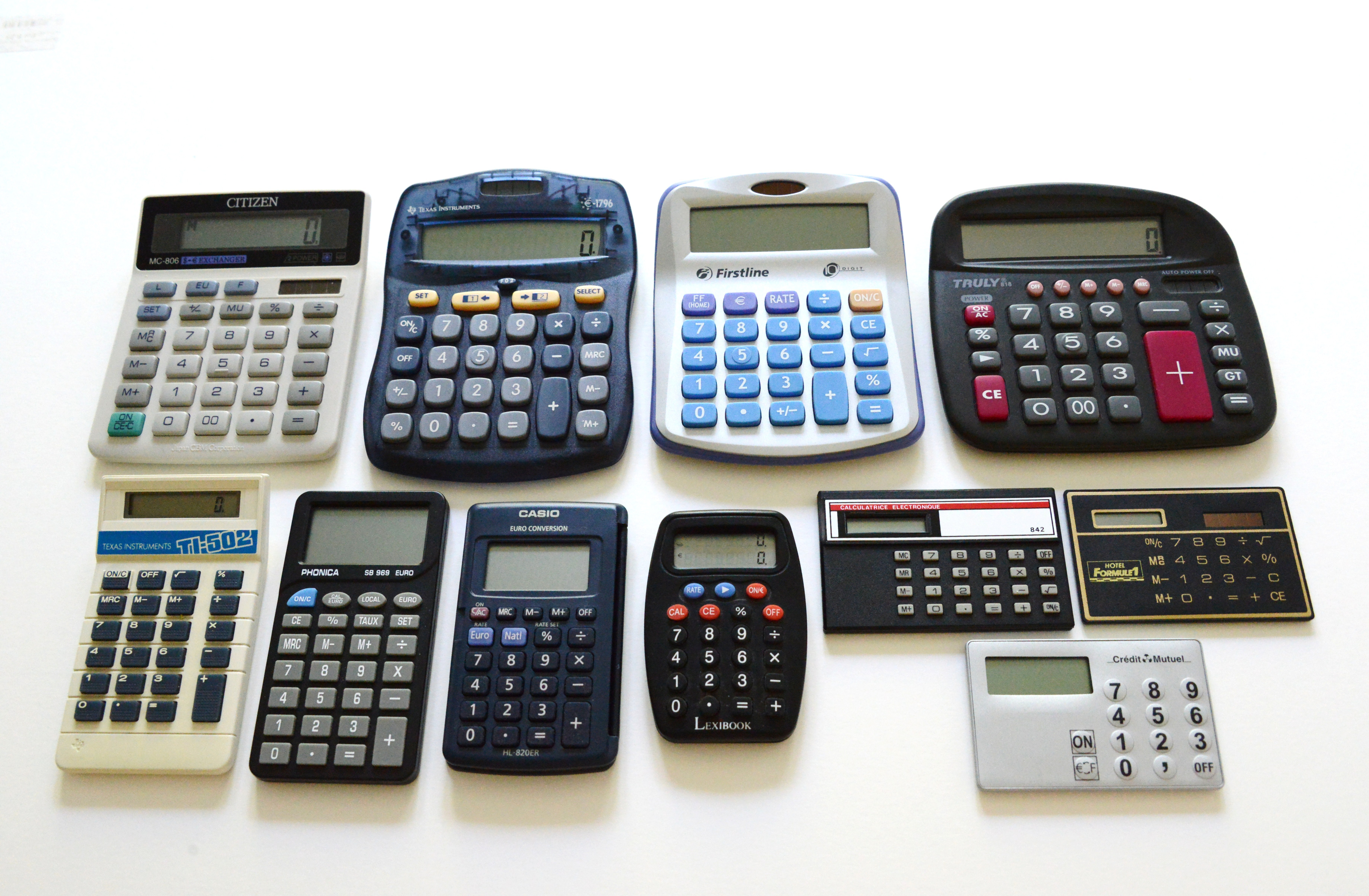
Tischrechner und Taschenrechner aus den Jahren 1970–2000

Büromaschinen sind in Wirtschaft und Verwaltung alle Arbeitsgeräte oder Maschinen, die in Büros als Arbeitsmittel zum Einsatz kommen.

## Allgemeines
Büromaschinen sind neben Büromöbeln die wichtigsten Bestandteile eines Büros, von Geschäftsräumen oder Arbeitsstätten. Der Einsatz von Büromaschinen soll die Arbeit erleichtern, die Arbeitsqualität und das Arbeitsvolumen steigern. Dabei ermittelt eine Arbeitsanalyse die einzelnen Arbeitsvorgänge, welche für Büromaschinen am Arbeitsplatz erforderlich sind. Büromaschinen sind in einem Inventar festzuhalten, das den Arbeitsplatz sowie ihre Wartung oder Reparatur erfasst.

## Geschichte
Die erste Rechenmaschine (lateinisch calculator) war der Abakus, der etwa zwischen 2700 und 2300 v. Chr. bei den Sumerern auftauchte. Im Jahre 1642 entwickelte Blaise Pascal eine Rechenmaschine aus Rädern und Zahnrädern. Verbesserungen gab es durch Gottfried Wilhelm Leibniz (1679), Willgodt Theophil Odhner (1875), Dorr Eugene Felt (1884) oder Jay R. Monroe (1912).
Im Jahre 1714 begann die Entwicklungsgeschichte der Schreibmaschine. Henry Mill ließ in jenem Jahr eine Maschine patentieren, mit der man Wörter „wie gedruckt“ schreiben konnte. Friedrich von Knauss stellte im Oktober 1760 mehrere Pantografen (Schreibapparate) her, der Schweizer Uhrmacher Pierre Jaquet-Droz stellte 1774 einen Androiden vor. Der Mechaniker Wolfgang von Kempelen konstruierte 1779 eine Schreibmaschine für Blinde. 1864 baute der eigentliche Erfinder der Schreibmaschine, Peter Mitterhofer, eine Maschine, die mit Stecknadelspitzen eine Lochschrift im Papier erzeugte. Bereits 1865 ließ er seine erste Schreibmaschine fabrikmäßig produzieren, seit 1888 ist die Tastatur genormt.
Für die amerikanische Volkszählung im Jahre 1890 entwickelte Herman Hollerith Zähl-- und Sortiermaschinen. Informationen wurden von Lochkarten eingelesen, geordnet, sortiert und ausgegeben. Die technische Pflege und Wartung (mit Ölkanne und entsprechender Ausbildung) der von den Ingenieuren konstruierten Maschine oblag dem Büromaschinenmechaniker. Die erste Schreibmaschine mit Tastatur als Vorläufer der heutigen Schreibmaschine entwickelte Christopher Latham Sholes, sie kam ab November 1872 auf den Markt. Friedrich Soennecken erfand 1886 den ersten mechanischen und tragbaren Locher für Papier. Am 14. November 1886 erteilte ihm das Kaiserliche Patentamt das Patent DRP 40065 für einen Papier-Locher für Sammelmappen, Briefordner u. dergl.
Im Jahre 1923 brachte Burroughs die erste Multiplikations-Fakturiermaschine heraus, 1948 wurde die elektromechanische, lochkartengesteuerte Rechenmaschine eingeführt. Der Personal Computer zog allmählich ab April 1976 in die Büros ein und machte nicht nur Schreib- und Rechenmaschinen weitgehend überflüssig, sondern erleichterte auch Kalender, Terminplanung oder Zeitmanagement.

## Arten
Zu den Büromaschinen gehören unter anderem Brieföffner, Buchungsmaschinen, Diktiergeräte, Drucker, Fernschreiber, Förderbänder, Fotokopierer, Frankiermaschinen, Locher, Mobiltelefone, Personal Computer, Rechenmaschinen, Registrierkassen, Rohrpost, Schreibmaschinen, Telefax, Telefon, Telefonkonferenzanlagen oder Tischrechner. Nicht zu den Büromaschinen zählt das Büromaterial wie Aktenordner oder Kugelschreiber.

## Bilanzierung
Büromaschinen sind Teil der Betriebs- und Geschäftsausstattung. Mit Ausnahme der geringwertigen Wirtschaftsgüter sind Büromaschinen in der Bilanz zu aktivieren. Zugehörige Bilanzposition ist nach § 266 Abs. 2 Lit. A II 3 HGB die Betriebs- und Geschäftsausstattung. Die Abnutzung der Büromaschinen ist durch Abschreibung zu erfassen. Dafür eignet sich meist die lineare Abschreibung, die gleichmäßig auf die Nutzungsdauer zu verteilen ist und nach § 275 Abs. 2 Nr. 7 HGB in der Gewinn- und Verlustrechnung erscheint.

## Versicherung
Die Geschäftsinhaltsversicherung deckt Schäden am Inventar, also auch an Büromöbeln, gegen übliche Gefahren.